# Aglaophenia dichotoma
Aglaophenia dichotoma is een hydroïdpoliep uit de familie Aglaopheniidae. De poliep komt uit het geslacht Aglaophenia. Aglaophenia dichotoma werd in 1872 voor het eerst wetenschappelijk beschreven door Kirchenpauer. 